# Бхарат ратна
Бхарат ратна (хинд. भारत रत्‍न) — највиша грађанска награда која се додељује у Републици Индији. У почетку се додељивала за изузетне заслуге у областима уметности, књижевности науке и јавних услуга, али је касније проширена на сва поља људског деловања. Први добитници Бхарат ратне били су Чакраварти Раџагопалачари, Сарвепали Радакришнан и Чандрасекара Венката Раман.